# دمج البيانات
دمج البيانات هو عملية دمج مصادر بيانات متعددة لإنتاج معلومات أكثر اتساقًا ودقة وإفادة من تلك التي يوفرها أي مصدر بيانات فردي.
غالبًا ما تُصنف عمليات دمج البيانات بأنها منخفضة أو متوسطة أو عالية، اعتمادًا على مرحلة المعالجة التي يحدث فيها الدمج. يجمع دمج البيانات منخفض المستوى بين عدة مصادر للبيانات الأولية لإنتاج بيانات أولية جديدة. من المتوقع أن تكون البيانات المدمجة أكثر إفادة وتركيبية من المدخلات الأصلية.